# Višavje Chota Nagpur
Višavje Chota Nagpur je planota v vzhodni Indiji, ki pokriva velik del države Džharkhand ter sosednje dele Čhatisgarha, Odiše, Zahodne Bengalije in Biharja. Severnoindijsko nižavje leži severno in vzhodno od višavja, porečje reke Mahanadi pa na jugu. Skupna površina je približno 65.000 kvadratnih kilometrov.

## Etimologija
Ime Nagpur je verjetno prevzeto od Nagavanšijev, ki so vladali v tem delu države. Chhota ('majhna' v hindijščini) je napačno razumljeno ime vasi Chuita na obrobju Rančija, ki ima ostanke stare utrdbe, ki je pripadala Nagavanšijem.

## Nastanek
Višavje Chota Nagpur je celinsko višavje – obsežno kopensko območje, ki je potisnjeno nad splošno kopno. Nastalo je z dvigovanjem celin zaradi sil, ki delujejo globoko v Zemlji. Podlage Gondvane potrjujejo starodavni izvor višavja. Je del Dekanske plošče, ki se je v času krede odtrgala od južne celine in se podala na 50 milijonov let dolgo pot, ki jo je prekinil trk z Evrazijsko ploščo. Severovzhodni del Dekanske planote, kjer leži ta ekoregija, je bilo prvo območje stika z Evrazijo.

## Enote
Višavje Chota Nagpur je sestavljeno iz treh stopenj. Najvišja stopnja je v zahodnem delu, kjer se lokalno imenuje pats, in je na nadmorski višini od 910 do 1070 metrov. Najvišja točka je 1164 metrov. Naslednji del vsebuje večje dele starih okrožij Ranči in Hazaribagh ter nekatere dele starega okrožja Palamu, preden so bili ti razdeljeni na manjše upravne enote. Skupna višina je 610 metrov. Topografija je valovita z izrazitimi gnajskimi hribi, pogosto kupolastih obrisov. Najnižja stopnja je na povprečni ravni okoli 300 metrov. Zajema stari okrožji Manbhum in Singhbhum. Visoki hribi so osupljiv del tega odseka – hribi Parasnath se dvigajo do višine 1370 metrov, hribi Dalma pa do 1038 metrov. Višavje je razdeljeno na več manjših planot ali podplanot.

### Regija Pat
Zahodna del s povprečno nadmorsko višino 1000 metrov nad srednjo gladino morja se zlije v planoto okrožja Surguja v Čhatisgarhu. Za hribe z ravnim vrhom, lokalno znane kot pats, je značilna ravna površina in skladnost njihovih vrhov kaže, da so del ene velike planote. Primeri vključujejo Netarhat Pat, Jamira Pat, Khamar Pat, Rudni Pat in druge. Območje se imenuje tudi planota Zahodni Ranči. Domneva se, da je sestavljena iz dekanske bazaltne lave.

### Planota Ranči
Planota Ranči je največji del višavja Chota Nagpur. Nadmorska višina površja planote v tem delu je približno 700 m in se postopoma spušča proti jugovzhodu v hribovito in valovito regijo Singhbhum (prejšnje okrožje Singhbhum ali kar je zdaj divizija Kolhan). Planota je močno razčlenjena. Reka Damodar izvira tukaj in teče skozi razpočno dolino. Na severu je od planote Hazaribagh ločen s koritom Damodar. Na zahodu je skupina planot, imenovana pat.
Na obrobju planote Ranči je veliko slapov, kjer reke, ki prihajajo s površine planote, tvorijo slapove, ko se spuščajo skozi prepadne strmine planote in vstopijo v območje bistveno nižje nadmorske višine. Reka North Karo je oblikovala 17 m visoke slapove Pheruaghaugh na južnem robu planote Ranči. Slapovi Hundru (75 m) na reki Subarnarekha blizu Rančija, slapovi Dassam (39,62 m) na reki Kanči, vzhodno od Rančija, slapovi Sadni (60 m) na reki Sankh so primeri prosto padajočih slapov. Včasih nastanejo slapovi različnih dimenzij, ko se pritoki z velikih višin združijo z glavnim tokom in tvorijo viseče doline. Pri Radžrapi (10 m) reka Bhera, ki prihaja s planote Ranči, visi nad reko Damodar na mestu sotočja z njo. Slap Jonha (25,9 m) je še en primer te kategorije padcev. Reka Ganga visi nad svojim glavnim tokom, reko Raru (vzhodno od mesta Ranči) in tvori omenjene slapove.

### Planota Hazaribagh
Planota Hazaribagh je pogosto razdeljena na dva dela – višjo in nižjo planoto. Tu se višja planota imenuje planota Hazaribagh, nižja planota pa planota Koderma. Planota Hazaribagh, na kateri je zgrajeno mesto Hazaribagh, je velika približno 64 km vzhod–zahod in 24 km sever–jug s povprečno nadmorsko višino 610 m. Severovzhodna in južna stran sta večinoma strmi; toda proti zahodu se zoži in se počasi spušča v bližini Simarije in Džabre, kjer zavije proti jugu in se prek Tori pargane poveže s planoto Ranči. Na splošno je ločena od planote Ranči s koritom Damodar.
Zahodni del planote Hazaribagh predstavlja široko razvodje med reko Damodar na jugu ter rekama Lilajan in Mohana na severu. Najvišji hribi na tem območju se imenujejo po vaseh Kasiatu, Hesatu in Hudu in se dvigajo proti jugu 180 m nad splošno raven planote. Nadalje proti vzhodu vzdolž južne stene sega dolga ostroga vse do reke Damodar, kjer se konča v Asva Paharju, nadmorski višini 751 metrov. Na jugovzhodnem vogalu planote je hrib Džilinga na 932 metrih. Mahabar Džarimo na 666 m in Barsot na 660 m stojita ločeno na vzhodu, na severozahodnem robu planote pa Sendraili na 670 m in Mahuda na 734 m so najpomembnejše značilnosti. Osamljeni na planoti v bližini mesta Hazaribagh so štirje hribi, od katerih se najvišji Čendvar dviga na 860 m. Na vse strani ima izrazito strmo škarpo, spremenjeno le na jugovzhodu. Na jugu pada skoraj navpično v zamahu 670 m do struge reke Bokaro, pod hribom džilinga. Gledano s severa ima rob te planote videz hribovja, ob vznožju katerega (na planoti Koderma) poteka Velika magistralna cesta in NH 2 (nova NH19).

### Planota Koderma
Planota Koderma se imenuje tudi spodnja planota Hazaribagh ali podplanota Čauparan-Koderma-Girighi.
Severna stena planote Koderma, dvignjena nad ravnicami Biharja, je videti kot vrsta hribov, v resnici pa je rob planote, 240 metrov nad ravnine Gaja. Proti vzhodu ta severni rob tvori dobro definirano razvodje med izviri pritokov Gaja in pritoki reke Barakar, ki prečkata okrožji Koderma in Giridih v vzhodni smeri. Pobočje te planote proti vzhodu je enakomerno in položno ter se nadaljuje mimo reke, ki teče proti jugovzhodu, v Santhal Parganas in postopoma izginja v nižjih ravnicah Bengalije. Zahodno mejo planote tvori globoka struga reke Lilajan. Južno mejo sestavlja površje višje planote vse do njenega vzhodnega konca, kjer na določeni razdalji poteka nizka in neizrazita razvodnica proti vzhodu do zahodne ostrogi hribov Parasnath. Drenaža južno od te nizke črte poteka ob reki Džamunia do Damodarja.

### Korito Damodar
Porečje reke Damodar tvori korito med planotama Ranči in Hazaribagh, ki je posledica ogromnih prelomov na njunih sedanjih robovih, zaradi česar se je kopno med njimi pogreznilo v veliko globino in so ga pred denudacijo slučajno ohranila polja premoga Karanpura, Ramgarh in Bokaro. Severna meja doline Damodar je strma vse do jugovzhodnega vogala planote Hazaribagh. Na jugu korita se Damodar drži blizu roba planote Ranči, dokler ne preide Ramgarha, nato pa zavije proti severovzhodu pusti na desni strani široko in ravno dolino, v katero se začne vdirati Subarnarekha, južno od Gole, dokler ga Singhpur Hills ne preusmeri proti jugu. Nadalje proti vzhodu reka Damodar tiho prehaja v sektor Manbhum na najnižji stopnji višavja Chota Nagpur.

### Palamu
Enota Palamu na splošno leži na nižji višini kot okoliška območja višavja Chota Nagpur. Na vzhodu planota Ranči vdira v območje, južni del območja pa se združi z regijo Pat. Na zahodu sta višavji Surguja v Čhatishgarhu in okrožje Sonbhadra v Utar Pradešu. Reka Son se dotika severozahodnega vogala območja in nato tvori državno mejo v dolžini približno 72 kilometrov. Splošni sistem območja je niz vzporednih hribov, ki potekajo proti vzhodu in zahodu, skozi katerega teče reka North Koel. Hribi na jugu so najvišji na tem območju, slikovita in osamljena čašasta dolina Čhečhari pa je z vseh strani obdana z visokimi griči. Slapovi Lodh padajo z višine 150 metrov s teh hribov, in je najvišji slap na višavju Chota Nagpur. Planoti Netarhat in Pakripat sta fiziografsko del regije Pat.

### Manbhum-Singhbhum
Na najnižji stopnji višavja Chota Nagpur pokriva območje Manbhuma sedanje okrožje Purulia v Zahodni Bengaliji, okrožje Dhanbad in dele okrožja Bokaro v Džarkhandu, območje Singhbhum pa na splošno pokriva enota Kolhan v Džarkhandu. Območje Manbhuma ima splošno nadmorsko višino približno 300 metrov in je sestavljeno iz valovitega ozemlja z raztresenimi hribi – najpomembnejši sta hribovji Baghmundi in Adžodhja, Pančakot in hribi okoli Džalde. Sosednje okrožje Bankura v Zahodni Bengaliji je bilo opisano kot »povezovalna povezava med ravninami Bengalije na vzhodu in višavjem Chota Nagpur na zahodu«. Enako bi lahko rekli za podenoti Asansol in Durgapur v okrožju Bardhaman.
Območje Singhbhum vsebuje veliko bolj hribovito in razčlenjeno deželo. Celoten zahodni del je množica hribov, ki se na jugozahodu dvigajo do 910 metrov. Džamšedpur leži na odprti planoti, 120 do 240 metrov nad srednjo gladino morja, z višjo planoto južno od nje. Vzhodni del je večinoma hribovit, čeprav se blizu meja Zahodne Bengalije zravna v aluvialno nižino. Na območju Singhbhuma se izmenjujejo hribi z dolinami, strmimi gorami, globokimi gozdovi na gorskih pobočjih in v porečjih nekaj odsekov razmeroma ravnih ali valovitih pokrajin. Središče območja je sestavljeno iz gorskega platoja, ki ga obdajajo hribi. Ta pas, ki se razteza od reke Subarnarekha na vzhodu do pogorja Angarbira zahodno od Čaibase, je zelo rodovitno območje. Gozd Saranda velja za najboljše gozdove Sal v Aziji.

## Podnebje
Višavje Chota Nagpur ima privlačno podnebje. Pet do šest mesecev v letu, od oktobra naprej, so dnevi sončni in krepilni. Povprečna decembrska temperatura je 23 °C. Noči so hladne in pozimi lahko temperature marsikje padejo pod ledišče. Aprila in maja lahko dnevna temperatura preseže 38 °C, vendar je zelo suho in ni soparno kot v sosednjih nižinah. Deževno obdobje (od junija do septembra) je prijetno. Višavje Chota Nagpur prejme letno povprečno količino padavin okoli 1400 milimetrov, kar je manj kot na deževno gozdnatih območjih večjega dela Indije in skoraj vse v monsunskih mesecih med junijem in avgustom.

## Ekologija
Suhi listnati gozdovi Chota Nagpur, ekoregija listavci tropskih in subtropskih suhih gozdov, obsegajo višavje. Ekoregija ima površino 122.100 kvadratnih kilometrov, pokriva večino zvezne države Džharkhand in sosednje dele Odiše, Zahodne Bengalije, Biharja, Čhatisgarha, Utar Pradeša in Madž Pradeša.
Ekoregija je bolj suha od okoliških, vključno z vlažnimi listopadnimi gozdovi vzhodnega višavja, ki pokrivajo Vzhodne Gate in pogorje Satpura na jugu, ter vlažnimi listopadnimi gozdovi spodnje gangeške nižine na vzhodu in severu.
Višavje je prekrito z različnimi habitati, med katerimi prevladuje Sal gozd. Planota je dom rezervata tigrov Palamau in drugih velikih enot naravnega habitata, ki so med redkimi preostalimi zatočišči v Indiji za velike populacije tigrov in azijskih slonov.
Gozdovi segajo od suhih do mokrih in dosežejo višino do 25 metrov. Višavje je ponekod tudi močvirnato, drugod pa je prekrito z bambusovimi travišči in grmovjem, kot sta Holarrhena in Dodonaea (širokolistni hmelj). Rastlinstvo se razlikuje od vlažnejših delov Indije, ki jo obdajajo, in vključuje številne endemične rastline, kot je Aglaia haslettiana in ogrožene rastlinske vrste, vključno z Madhuca longifolia in Butea monosperma (gozdni plamen).
Tigri, indijski sloni, štiriroge antilope (Tetracerus quadricornis), indijske antilope (Antilope cervicapra), činkara (Gazella bennettii), rdeči volk (Cuon alpinus) in šobar (Melursus ursinus) so nekatere živali, ki jih najdemo tukaj, ptice pa so ogroženi mali kljunorožec (Eupodotis indica), indijski sivi kljunorožec (Ocyceros birostris) in drugi kljunorožci.
Več kot polovica naravnega gozda na višavju je bila izkrčena za pašnike, obseg rudarskih dejavnosti pa moti gibanje in s tem preživetje divjih živali, vključno s sloni in tigri.

### Zavarovana območja
Približno 6 odstotkov površine ekoregije je znotraj zaščitenih območij, ki so leta 1997 obsegala 6720 kvadratnih kilometrov. Največja sta rezervat tigrov Palamau in narodni park Sandžaj.
- Zavetišče za divje živali Bhimbandh, Bihar (680 km²)
- Zavetišče za divje živali Dalma, Džarkhand (630 km²)
- Zavetišče za divje živali Gautam Buda, Bihar (110 km²)
- Zavetišče za divje živali Hazaribag, Džarkhand (450 km²)
- Zavetišče za divje živali Koderma, Džarkhand (180 km²)
- Zavetišče za divje živali Lavalong, Džarkhand (410 km²)
- Rezervat tigrov Palamau, Džarkhand (1330 km²)
- Zavetišče za divje živali Ramnabagan, Zahodna Bengalija (150 km²)
- Narodni park Sandžaj, Madja Pradeš (1020 km², del tega je v ekoregiji suhih listnatih gozdov doline Narmada)
- Zavetišče za divje živali Semarsot, Čhatisgarh (470 km²)
- Narodni park Simlipal, Odiša (420 km²)
- Zavetišče za divje živali Saptasajya, Odisha (20 km²)
- Zavetišče za divje živali Tamor Pingla, Čhatisgarh (600 km²)
- Zavetišče za divje živali Topčanči, Džarkhand (40 km²)

## Mineralne surovine
Višavje Chota Nagpur je skladišče mineralnih virov, kot so sljuda, boksit, baker, apnenec, železova ruda in premog. Dolina Damodar je bogata s premogom in velja za glavno središče koksnega premoga v državi. Ogromna nahajališča premoga najdemo v osrednjem bazenu, ki se razprostira na 2883 kvadratnih kilometrih. Pomembna nahajališča premoga v bazenu so Džaria, Raniganj, Zahodni Bokaro, Vzhodni Bokaro, Ramgarh, Južna Karanpura in Severna Karanpura.